# Gregorio López Raimundo
Gregorio López Raimundo (Tauste, Aragó, 11 de juny de 1914 - Barcelona, 17 de novembre de 2007) fou un polític d'esquerres català d'origen aragonès establert a Barcelona. Arribà a secretari general i president del PSUC, i fou diputat a les Corts Espanyoles. Estava casat amb l'escriptora catalana i també militant del PSUC Teresa Pàmies i Bertran, i era pare del també escriptor Sergi Pàmies.

## Vida pública
El 1934 va iniciar la seva militància política a les Joventuts Socialistes, el 1936 participà en la creació de les Joventuts Socialistes Unificades de Catalunya (JSU) i s'afilià al Partit Socialista Unificat de Catalunya (PSUC). Durant la Guerra Civil espanyola (1936-1939) va ser comissari polític al front d'Aragó, i es va exiliar a França, Colòmbia i Mèxic en finalitzar el conflicte. El 1947 retorna clandestinament a Catalunya per treballar en l'organització del PSUC fins que és detingut i empresonat el 1951 i expulsat del país el 1954, tot i que ràpidament va retornar a l'interior. El 1956 va ser designat màxim responsable de l'organització del PSUC a l'interior i el 1965 va ser escollit secretari general. Després de ser legalitzat el partit el 1977 n'és elegit president i és elegit diputat a les Corts Espanyoles per Barcelona a les eleccions generals espanyoles de juny de 1977 i març de 1979. Des del seu càrrec dona suport a les tesis eurocomunistes del secretari general del PCE Santiago Carrillo.
Al V Congrés del PSUC (1981) els corrents leninista i prosoviètic guanyen la majoria enfront dels eurocomunistes i és rellevat del càrrec. No obstant això, posteriorment els prosoviètics són expulsats del partit i en el VI Congrés celebrat el març de 1982 és novament elegit president del PSUC. A les eleccions generals espanyoles de 1982 surt novament elegit diputat per Barcelona. Va romandre en els seus càrrecs fins al 1985, any en què es va retirar de la primera línia política. A la crisi posterior al IX congrés del PSUC, va optar pel PSUC viu (1997), del qual era president honorífic.

## Obra escrita
- Escrits. Cinquanta anys d'acció (1937-1988) (1989)
- Primera clandestinitat (1993) Memòries.
- Para la Historia del PSUC (2006)

## Premis i reconeixements
Fou condecorat amb la Medalla d'Honor de Barcelona l'any 2001. El 23 de febrer de 2004 fou investit Doctor honoris causa per la Universitat Politècnica de Catalunya per la seva participació en la lluita antifranquista, juntament amb Maria Salvo Iborra i Agustí de Semir.
L'any 2005 va ser condecorat amb la Medalla d'Or de la Generalitat de Catalunya.

## Fons personal
El seu fons personal va ingressar en virtut del contracte de dipòsit a l'Arxiu Nacional de Catalunya signat a Barcelona el 10 de gener de 1994 entre l'Hble Sr. Joan Guitart i Agell, llavors conseller de Cultura de la Generalitat de Catalunya, i Gregorio López Raimundo. Els ingressos es van produir el 14 de maig de 1990, 10 de juliol de 1995, 30 de gener de 1996, 21 de febrer de 2001 i 26 de juliol de 2002. El fons conté la documentació generada i rebuda per Gregorio López Raimundo; documentació personal, recursos d'informació (biblioteca) i, bàsicament documentació relacionada amb la seva activitat política, en especial amb el PSUC, el PCE i el Partit Comunista Italià; també inclou documentació referent al Consell d'Europa, al Congrés dels Diputats i a la Fundació Alfons Comin. Del conjunt del fons, destaquen les sèries de correspondència i d'obra original (esborranys manuscrits, articles, etc.)